# فلم بين الرمال
 بين الرمال هو فيلم سعودي عرض عام 2023، بطولة رائد الشمري، وأضواء فهد، وفاطمة الشريف، وعبيد الودعاني، والفيلم من تأليف وإخراج محمد العطاوي.

## القصة
ويروي الفيلم قصة «سنام» الذي يبلغ من العمر 23 عام، ويعمل تاجر التبغ، والذي يقرر أثناء تواجده في الصحراء قافلة تتجه نحو قريته، فيما كانت زوجته تُوشك على ولاة أول أطفالهما ليتفاجأ بوجود اللصوص، وبعد أن سرقوا منه طعامه وماله، بات  يتمسّك بالنجاة ملتمّسًا طريقه نحو القرية، لكنه يصادف ذئبًا مهيبًا يجد في خوفه منه سكينةً، وتتوّج علاقتهما بالصداقة والانسجام على نحو تستنكره قبيلته، وتتسبّب في خلاف تزداد شقّته مع اختلاف مواقفهم.
ويجسد الفيلم كوميديا التمرد والخضوع والوفاء والخيانة، في قصة مبنية على أحداث حقيقية جرى تصويرها في مدينة نيوم لأول مرة.
والفيلم من ضمن المشاريع المدعومة في مسابقة «ضوء».